# Campus Link
『Campus Link』（キャンパスリンク）は、「日本中の大学をリンクしちゃおう！」をテーマとした情報番組である。2006年10月6日より2007年3月30日までTOKYO MXテレビにて毎週金曜深夜3時（2007年1月以降は2時）から放送していた。毎週放送終了後に、番組公式HPにてストリーミング配信を行っていたので、世界中どこでもいつでも番組を観ることができた。

## 出演者
- 総合司会：保阪尚希
- アシスタント：類家明日香（途中2007年1月26日、第17回から野仲美貴に交代）
- 現役の女子大生10数名とゲスト

## 出演ゲスト
- 第1回：滝ありさ
- 第2回：小島くるみ
- 第3回：倉橋沙由梨
- 第4回：大網亜矢乃
- 第6回：はるな愛
- 第7回：富田麻帆
- 第8回：太田彩乃
- 第9回：花井美里
- 第10回：佐野夏芽
- 第11回：赤坂さなえ
- 第12回：荻堂れいか
- 第13回：伊藤あい
- 第14回：井本操
- 第15回：ますきあこ
- 第16回：長谷川桃
- 第17回：瀬戸早妃
- 第18回：倉橋沙由梨
- 第19回：小島祥子
- 第20回：渡辺奈緒子
- 第21回：大友さゆり
- 第22回：Angel Hip（千葉みく、荒木のぞみ）
- 第23回：山本早織
- 第24回：谷桃子
- 第25回：さくらさくらこ
- 第26回：瀬戸早妃

## スタッフ
- 企画プロデュース：芥川裕樹
- アシスタント・プロデューサー：細井英理華
- 構成：かながわIQ
- 演出・プロデュース：礒貝武毅
- ディレクター：功刀崇裕、竹村仁志
- 技術：インテック　スタジオ、Cka☆ku-Cha☆ku
- メイク：今野未起
- 制作：ルイジアナ・パパ
- 製作著作：プライド・ワン・エンタテインメント